# Petter Ekberg
Petter Ekberg, född 1972, är en svensk barn- och ungdomskörledare verksam i Göteborg där han sedan 1995 leder Göteborgs domkyrkas goss- och flickkörer. 

## Biografi
I januari 2009 deltog han i ett körforum på Gotland där han samlade ungdomar från fem gotländska ungdomskörer omkring sig för en konsert i Domkyrkan i Visby. Samma år beskrev Göteborgsposten hans körverksamhet Göteborgs domkyrkas goss- och flickköreri artikeln En glädje att sjunga ut .År 2014 tilldelades han priset Årets barn- och ungdomskörledare.  Vid Dirigent- och körledarkurser i Malmö 6-12 augusti 2012 var han ledare för Kursen i barnkörledning.
År 2017 valdes Petter Ekberg in i Eric Ericsson International Choral centers styrelse.  Som dirigent för Gustavi ungdomskör vid körtävlingen Praga Cantat vann han i november 2024 juryns särskilda pris för ett enastående dirigent-framträdande.
Han är utöver sin ordinarie körverksamhet anställd som lärare på musikhögskolan i Örebro.

## Göteborgs domkyrkas goss- och flickkörer
Petter Ekbergs körverksamhet i Göteborgs domkyrka består av sju olika körgrupper med sångare i åldrarna 8-25, som klättrar sig upp genom grupperna för olika åldrar i en trapp-liknande struktur. Den så kallade "körtrappan" slutar efter högstadieåldern, varefter sångare som vill sjunga vidare får söka till den äldsta gruppen, Gustavi Ungdomskör, i konkurrens med utifrån sökande sångare.
Gustavi Ungdomskör har både en aktiv konsertverksamhet och deltar i internationella körtävlingar. I mars 2020 ligger kören som nummer 31 på Interkulturs lista över världens 50 bästa barn- och ungdomskörer; en lista där tre svenska körer finns representerade. 
Den 17 oktober 2017 rapporterade Göteborgsposten att Gustavi Ungdomskör kom på första plats i sin åldersgrupp i en internationell körfestival i Grekland. I november 2024 vann kören grand prix (finaltävlingen mellan de olika kategorivinnarna) vid körtävlingen Praga Cantat. 
Körerna har besökt ett flertal resmål genom åren för festivaler, konserter och tävlingar. Dessa finns dokumenterade på körernas hemsida och inkluderar 13 länder.

## Diskografi
Sånger kan bära (2007)
Kom, följ med oss! - Julsånger från Polen (2010)
Lucia, välkommen! (2013)
Allt vad hjärtat i vinter drömt (2023)